# Хавортия усечённая
Хавортия усечённая (лат. Haworthia truncata) — вид многолетних суккулентных растений, рода Хавортия (Haworthia) семейства Асфоделовые (Asphodelaceae), естественно произрастающий на территории Капской провинции Южно-Африканской Республики.

## Название
Родовое латинское (научное) название Haworthia дано в честь английского ботаника и энтомолога Адриана Хэуорта (1767—1833).
Видовой латинский эпитет truncata, означает очень резкое окончание (усеченное) и относится к прямым краям сочных листьев.

## Описание

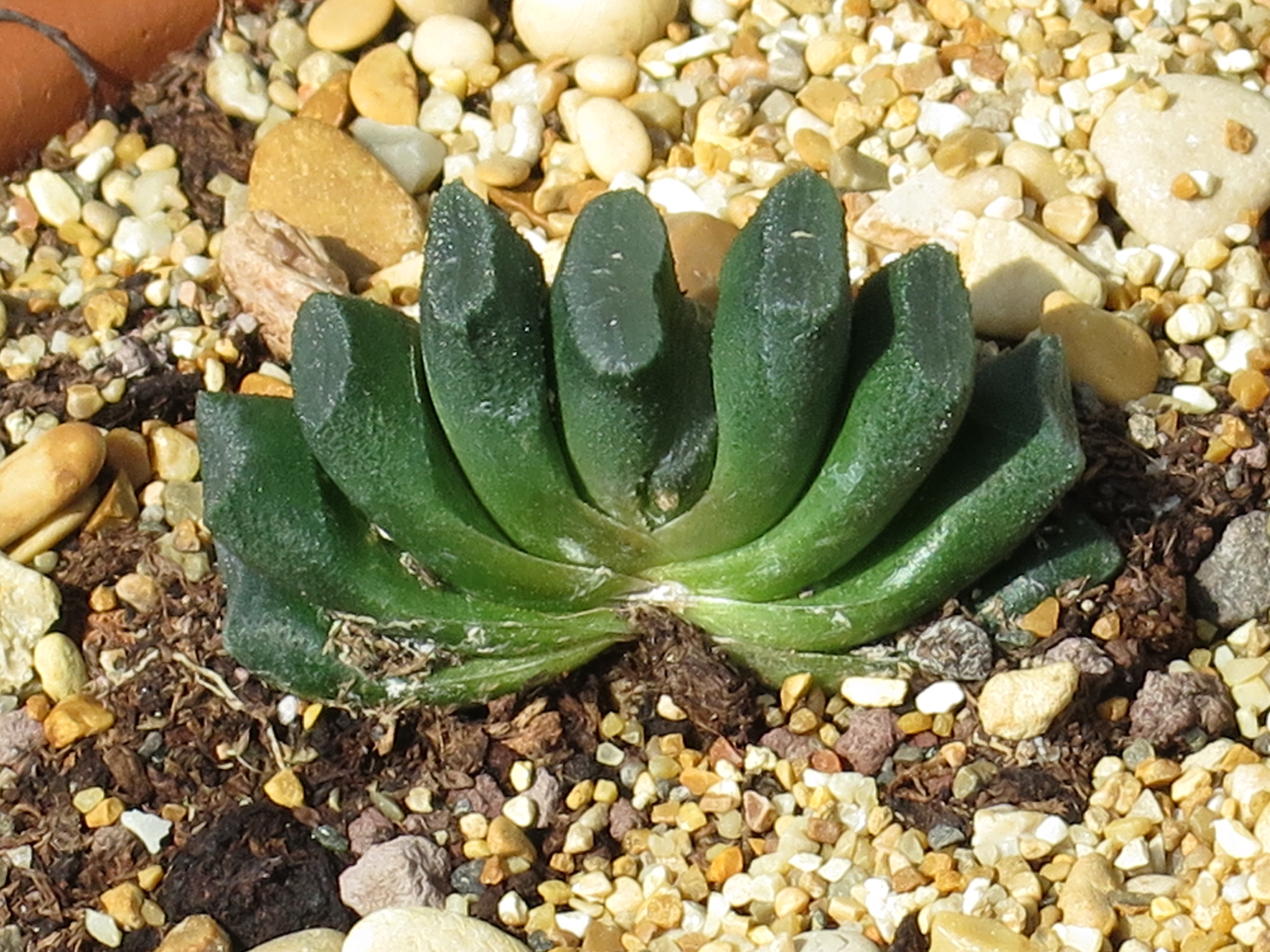
Haworthia truncata var. truncata

Небольшой медленнорастущий суккулент. Максимальный возраст – 20 лет. Розетка бесстебельная, 6-7 см в диаметре, состоящая из 20-25 листьев. Листья светлые сине-зеленые, укороченные, прямые. В верхней усеченной части имеют полупрозрачные «окошки», через которые в остальной лист проникает солнечный свет. Длина листьев 2,0-2,5 см, ширина 7-8 мм.

## Распространение
Растения произрастают в тени кустарников и иногда на открытых участках. Они развиваются под землей, и над поверхностью почвы поднимается лишь верхушка листьев, что делает их обнаружение затруднительным. Такая структура служит отличной защитой от животных-травоядных. Это уникальное растение характеризуется корнями, способными сокращаться: в период засухи они утягивают растение в почву, оставляя высвобожденными только кончики верхушек.

## Таксономия

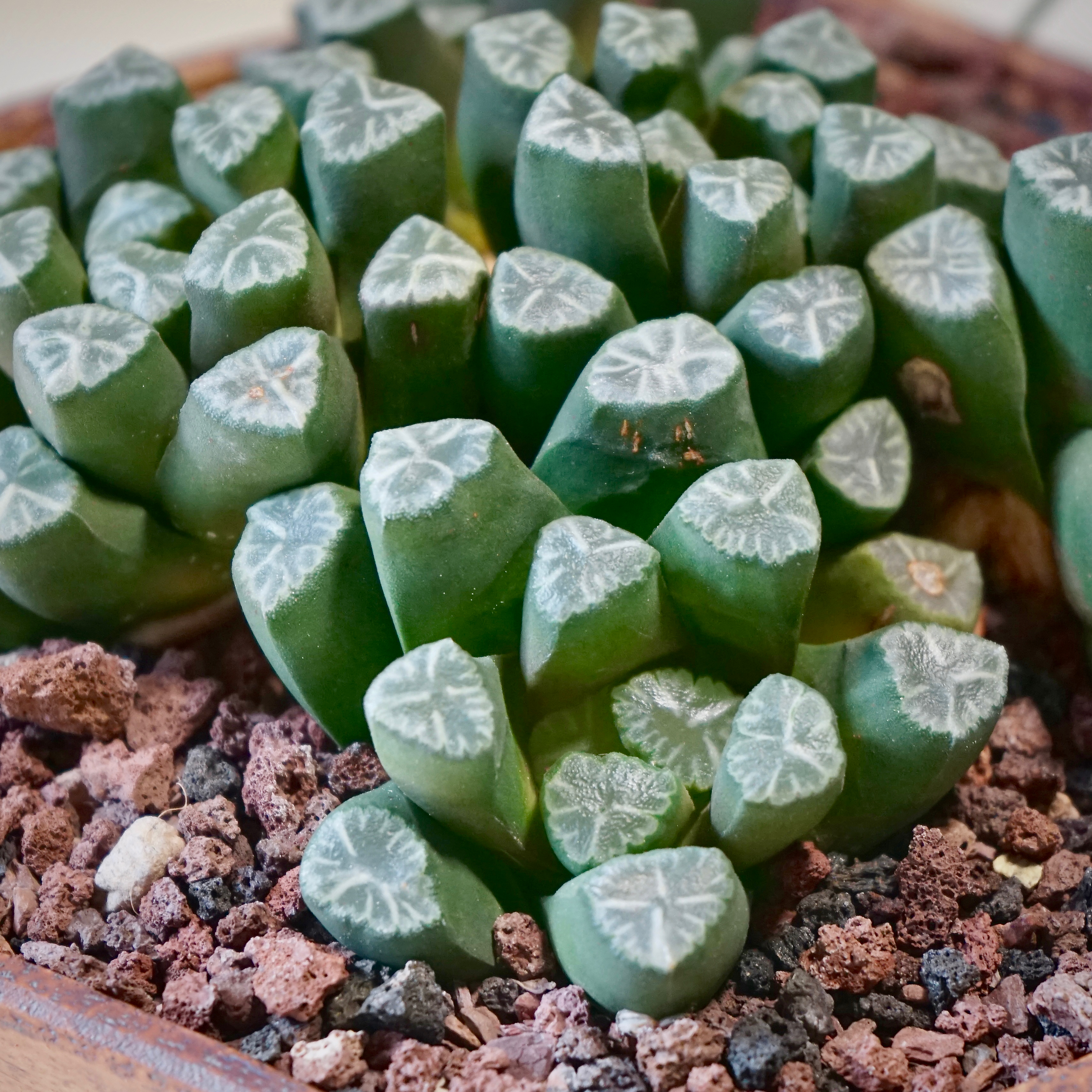
Haworthia truncata var. maughanii

Haworthia truncata Schönland, первое упоминание в Trans. Roy. Soc. South Africa 1: 391 (1910).

### Разновидности
Согласно данным сайта WFO Plantlist на июнь 2023 года, вид состоит из 2 разновидностей:
- Haworthia truncata var. truncata Schönland
- Haworthia truncata var. maughanii (Poelln.) B.Fearn

## Выращивание
Рекомендуется располагать растения на окнах западной или восточной стороны. В зимнее время растение перемещается в прохладное место без источников тепла, но с достаточным количеством света. Считается холодостойким, выдерживает снижение температуры до –7°С. Оптимальная температура для периода покоя 3-5°С. Температура выше 10°С приводит к вытягиванию растения и потере правильной формы розетки. Увлажнение требуется умеренное.
Японские селекционеры проявили страстную работу, выведя и размножив множество сортов с белыми кружевными узорами на зелено-серых окончатых кончиках. Некоторые экземпляры обладают особо уникальной формой листьев.

## Охранный статус
Разновидность Haworthia truncata var. truncata является уязвимым. Основной причиной уязвимости этого растения является активная деятельность коллекционеров суккулентов и изменения природной среды в регионе Маленькое Кару. В некоторой степени угрозу для растения представляют также страусы.

## Примечание
1. ↑  Коллекции растений ЦСБС СО РАН - Haworthia truncata Schönland – Хавортия усеченная. www.csbg.nsc.ru. Дата обращения: 18 декабря 2023. Архивировано 9 января 2023 года.
2. ↑  Haworthia truncata Schönland | Plants of the World Online | Kew Science (англ.). Plants of the World Online. Дата обращения: 18 декабря 2023. Архивировано 21 сентября 2022 года.
3. ↑  Urs Eggli, Leonard E. Newton. Etymological dictionary of succulent plant names. — Berlin Heidelberg: Springer, 2004. — 266 с. — ISBN 978-3-540-00489-9.
4. 1 2 3  Haworthia truncata var. truncata | PlantZAfrica. pza.sanbi.org. Дата обращения: 18 декабря 2023. Архивировано 18 декабря 2023 года.
5. 1 2  Коллекции растений ЦСБС СО РАН - Haworthia truncata Schönland – Хавортия усеченная. www.csbg.nsc.ru. Дата обращения: 9 января 2023. Архивировано 9 января 2023 года.
6. 1 2  Haworthia truncata. www.llifle.com. Дата обращения: 18 декабря 2023. Архивировано 18 декабря 2023 года.
7. ↑  WFO Plant List | World Flora Online. wfoplantlist.org. Дата обращения: 18 декабря 2023. Архивировано 18 декабря 2023 года.